# Ümit Akdağ
Ümit Akdağ (Bucarest, 6 de octubre de 2003) es un futbolista rumano que juega de defensa en el Alanyaspor de la Superliga de Turquía.

## Trayectoria
El 23 de agosto de 2024 se incorporó al Toulouse F. C. en calidad de cedido.

## Selección nacional
En noviembre de 2023, fue convocado por el seleccionador Daniel Pancu a la selección de Rumanía sub-21 para los partidos contra Albania y Suiza en la fase de clasificación para el Campeonato de Europa de la UEFA 2025. Debutó el día 17, sustituyendo en el minuto 71 a Cătălin Vulturar en la victoria por 5-0 contra el anterior rival.
El 15 de octubre de 2024 marcó en la victoria por 3-1 en casa contra Suiza, que aseguró a Rumanía el primer puesto de su grupo y la clasificó para su cuarto Campeonato de Europa de la UEFA Sub-21 consecutivo.

## Vida personal
Nació en Bucarest, Rumanía, de padres de etnia turca.

## Estadísticas

### Clubes
Actualizado al último partido disputado el 17 de mayo de 2025.
| Club                   | Div.          | Temporada     | Liga  | Liga  | Copas nacionales | Copas nacionales | Copas internacionales | Copas internacionales | Total | Total |
| Club                   | Div.          | Temporada     | Part. | Goles | Part.            | Goles            | Part.                 | Goles                 | Part. | Goles |
| ---------------------- | ------------- | ------------- | ----- | ----- | ---------------- | ---------------- | --------------------- | --------------------- | ----- | ----- |
| Alanyaspor Turquía     | 1.ª           | 2022-23       | 1     | 0     | 0                | 0                | —                     | —                     | 1     | 0     |
| Alanyaspor Turquía     | Total club    | Total club    | 1     | 0     | 0                | 0                | 0                     | 0                     | 1     | 0     |
| Göztepe S. K. Turquía  | 2.ª           | 2023-24       | 25    | 3     | 2                | 0                | —                     | —                     | 27    | 3     |
| Göztepe S. K. Turquía  | Total club    | Total club    | 25    | 3     | 2                | 0                | 0                     | 0                     | 27    | 3     |
| Toulouse F. C. Francia | 1.ª           | 2024-25       | 9     | 0     | 3                | 0                | —                     | —                     | 12    | 0     |
| Toulouse F. C. Francia | Total club    | Total club    | 9     | 0     | 3                | 0                | 0                     | 0                     | 12    | 0     |
| Total carrera          | Total carrera | Total carrera | 35    | 3     | 5                | 0                | 0                     | 0                     | 40    | 3     |